# Koitajoki
Koitajoki (russisch Койтайоки) ist ein Fluss im Osten Finnlands und teilweise auch in der Republik Karelien in Russland.
Der Fluss hat seinen Ursprung an der finnisch-russischen Grenze im Gemeindegebiet von Ilomantsi in Nordkarelien.
Er verläuft ein Stück in Finnland, passiert dabei das Koivusuo-Schutzgebiet, fließt anschließend über eine Strecke von 30 km in südlicher Richtung durch die Republik Karelien und kehrt danach wieder nach Finnland zurück.
Er fließt nun in nordwestlicher Richtung.
Er durchfließt den See Nuorajärvi, an dessen südlichem Ende der Nationalpark Petkeljärvi liegt, sowie später das Sumpfgebiet von Kesonsuo.
Am Mittellauf des Koitajoki liegt eine 69 km lange Paddelstrecke.
Weiter abstrom trifft der Abfluss des Koitere von rechts kommend auf den Koitajoki.
An dieser Stelle, etwa 20 km vor seiner Mündung in den Pielisjoki, wird ein Großteil des Wassers abgeleitet. Zuerst gelangt das Wasser in zwei Speicherbecken, die vom Heinäjoki-Damm und Pamilo-Damm aufgestaut werden. Anschließend wird das Wasser über einen unterirdischen Tunnel dem mit 84-MW ausgestatteten Pamilo-Wasserkraftwerk zugeführt. Die Fallhöhe beträgt 50 m.